# جورج بايرز (راكب الكنو)
جورج بايرز (بالإنجليزية: George Byers)‏ هو راكب الكنو أمريكي، ولد في 3 يوليو 1916، وتوفي في 5 يونيو 1995.

## وصلات خارجية
- جورج بايرز على موقع أوليمبيديا (الإنجليزية)